# 紙舞

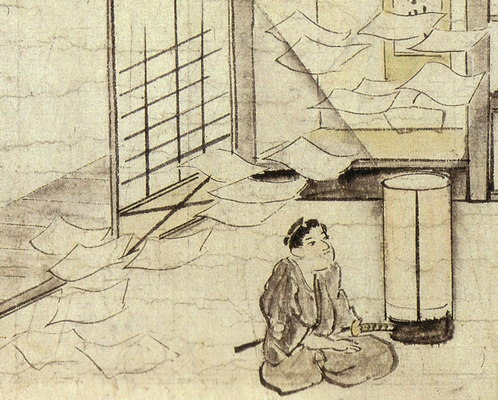
「紙舞」のモチーフになったとされる 『稲生物怪録』中の怪異

紙舞（かみまい）は、何枚もの紙がひとりでに舞い飛ぶという日本の妖怪。

## 概要
昭和初期の民俗学者・藤沢衛彦の著書『妖怪画談全集 日本篇 上』にあるもので、神無月（10月頃）に現れ、紙がひとりでに1枚ずつ舞い飛ぶとされる。山室静や山田野理夫らによる書籍『妖怪魔神精霊の世界』によれば、これが「紙舞」という名の妖怪の仕業とされている。
ただし妖怪研究家・村上健司の指摘によれば、『妖怪画談全集』で紙舞の解説に用いられている挿絵は江戸時代の怪談『稲生物怪録』のもので、主人公・稲生平太郎の体験した家で鼻紙がひとりでに舞うものであり、平太郎の体験した数々の怪異の一つに過ぎず、紙舞という名の固有の妖怪ではない。なお『妖怪画談全集』では紙舞の出現時期は神無月とされているが、『稲生物怪録絵巻』の時期は神無月ではなく7月である。
前述の『妖怪魔神精霊の世界』では紙舞の名で、天保時代に強欲な金貸しが証文の束を見ながら算盤を弾いていたところ、証文が1枚1枚空中に飛び去ったという伝承が述べられている。これは、山田野理夫の著書『おばけ文庫』にある紙舞の物語が元となっているが、これも村上健司により創作と指摘されている。山田の著書にはほかにも、京都で小説家の書いた原稿がひとりでに舞い上がるという紙舞の話がある。